# Geisa
Geisa é uma cidade da Alemanha localizada no distrito de Wartburgkreis, estado da Turíngia.
A cidade de Geisa é a Erfüllende Gemeinde dos municípios de Buttlar, Gerstengrund, Rockenstuhl e Schleid.
É vizinha de Rasdorf, em Hessen. Entre as duas cidades ficava um dos postos fronteiriços da fronteira interna alemã, o Checkpoint Alpha.